# أقمار رعاة

قمري زحل بروميثيوس (يمين) وباندورا كلاهما في مدار بالقرب حلقة زحل F، ولكن يعتقد أن بروميثيوس فقط يتصرف بمثابة قمر راعي.

في علم الفلك القمر الراعي يطلق علية أيضا (القمر البَقّار، والقمر الرقيب) هو قمر طبيعي صغير في مدار قريب من حافة الحلقة الكوكبية ويزيل فجوة في مادة حلقات الكواكب أو يحافظ على الجسيمات داخل الحلقة. الاسم هو نتيجة لحقيقة أن الأقمار الرعاة تقيد «قطيع» جسيمات الحلقة كراعي الغنم.
وبسبب تأثير جاذبيتها، فإنها تلتقط الجسيمات وتحرفها عن مداراتها الأصلية من خلال الرنين المداري. هذا يسبب ثغرات في نظام الحلقة، مثل حاجز كاسيني، فضلا عن نطاقات مميزة أخرى، أو غريبة «ملتوية» تشوه الحلقات.

## أمثلة

### المشتري
العديد من أقمار المشتري الداخلية الصغيرة، وخصوصا ميتيس وأدراستيا، تقع ضمن نظام حلقات المشتري وضمن حد روش. ومن الممكن أن تكون هذه الحلقات مكونة من مواد تسحب من القمرين بواسطة قوى المد والجزر الجاذبة، وربما يسهل ذلك تصادم المواد الحلقية على أسطحها.

### زحل
نظام حلقات زحل معقد وله عدد كبير من الأقمار الرعاة. بما فيها بروميثوس (في الحلقة F) ودافنيس (فجوة ة كيلر)، وبان (فجوة إنك)، يانوس، وإبيميثيوس (كلاهما في الحلقة A).

### أورانوس
أورانوس لديها أيضا أقمار رعاة في حلقة (Epsilon) الضيقة، كورديليا وأوفيليا. الأقمار الرعاة الداخلية والخارجية، على التوالي. كلا القمرين يقعان تماما داخل نصف قطر مدار أورانوس المتزامن، وبالتالي مداراتها تتحلل ببطء بفعل التسارع المدي.

### الكواكب الصغيرة
وقد تم تحديد حلقات حول بعض القناطير. حلقات الكوكب الصغير كاريكلو واضحة بشكل ملحوظ، ويعتقد أنها حديثة جدا أو قد تكون ثابتة في مكانها من قبل قمر راعي كتلتة مماثلة لكتلة الحلقات. ويعتقد أيضا أن تشيرون لة حلقات مماثلة في الشكل لحلقات كاريكلو.